# Vereinigung Rostocker Künstler

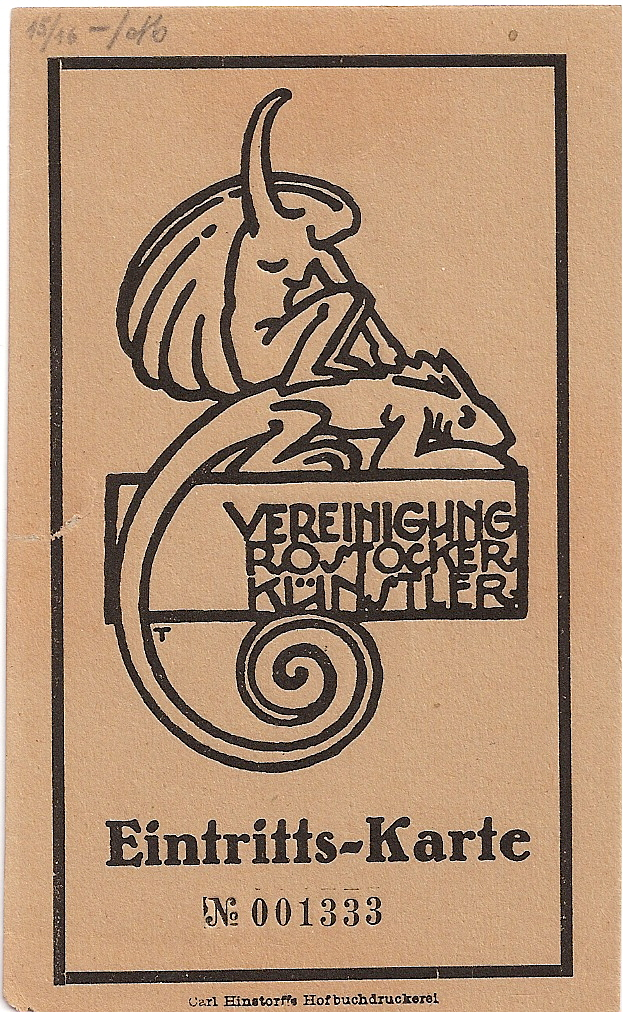
Signet V.R.K. (1919, Egon Tschirch)

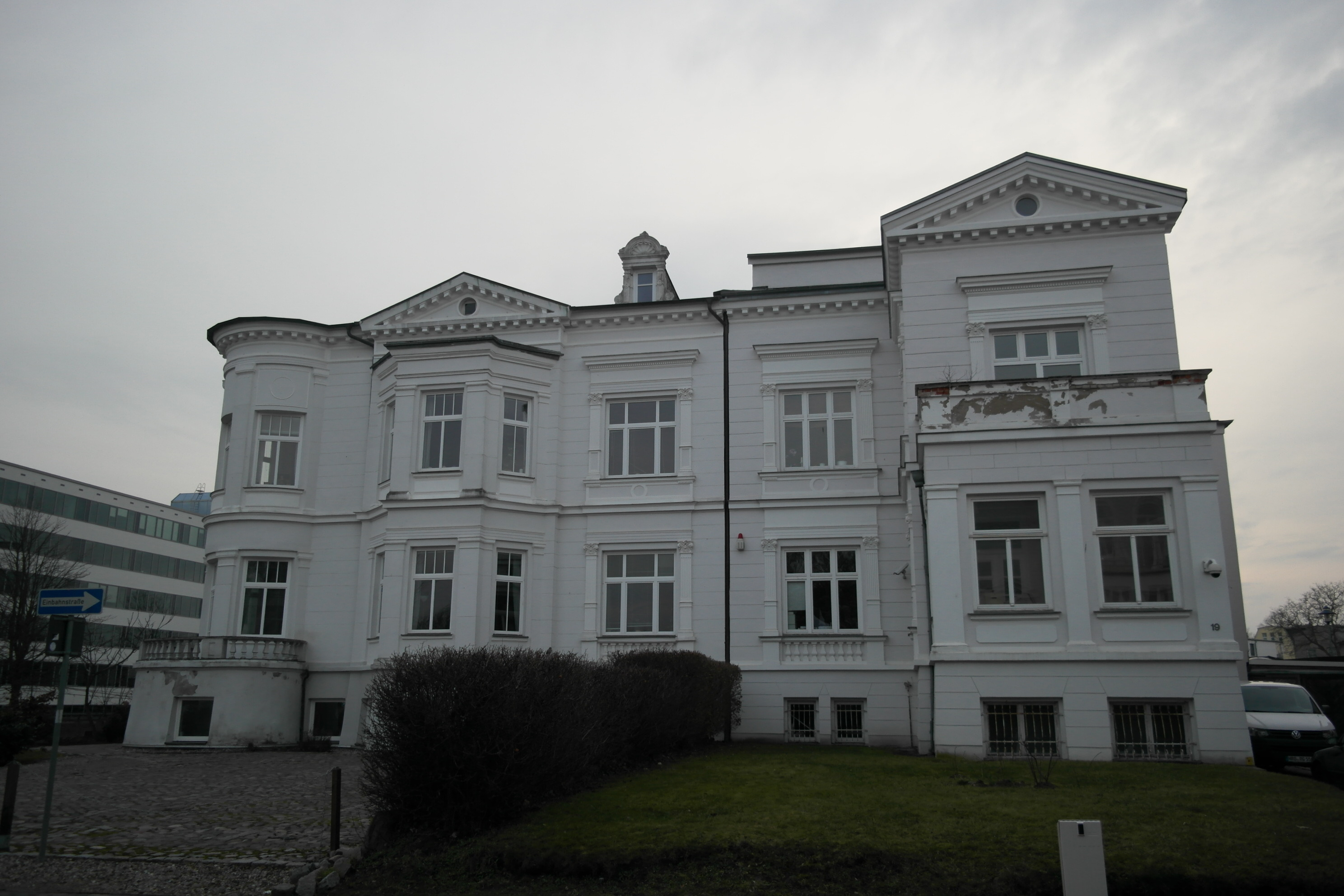
ehemalige Villa Peter E. Erichson 1919 Ausstellungsort der V.R.K.

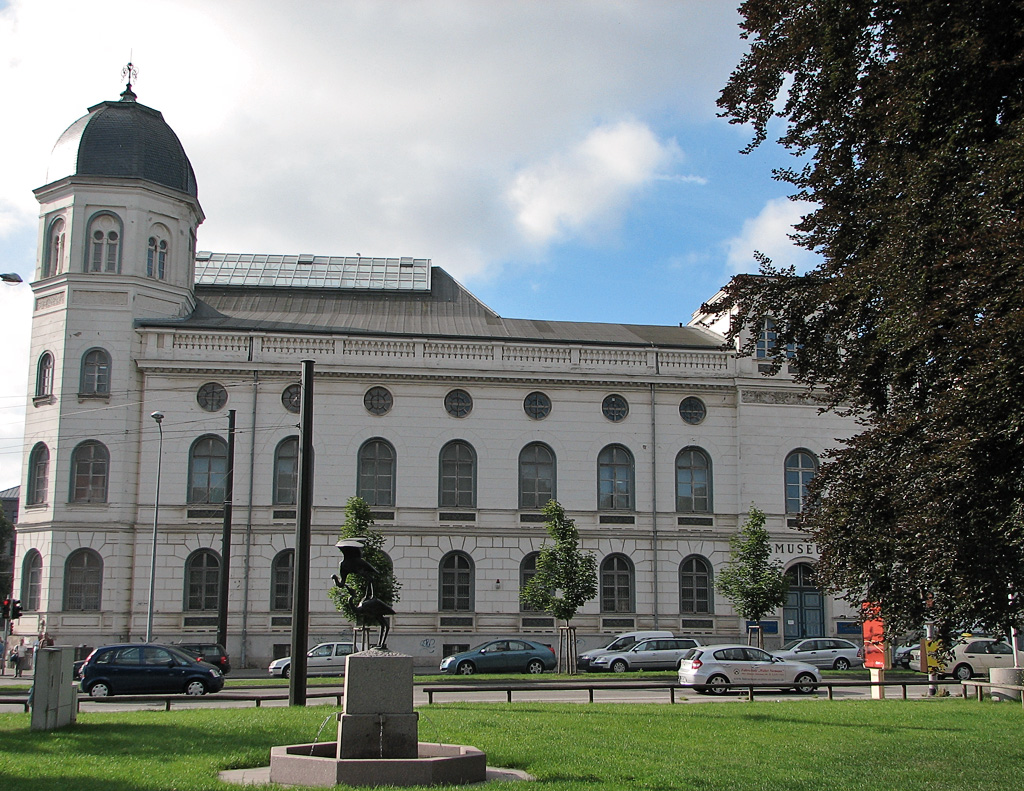
ehemaliges Städtisches Museum ab 1920 Ausstellungsort der V.R.K.

Die Vereinigung Rostocker Künstler war eine Künstlergruppe, die im Januar 1919 gegründet wurde und bis Mitte der 1930er Jahre bestand. Ihr gehörten führende Vertreter der Rostocker Moderne aus Malerei, Grafik, Bildhauerei  und Architektur an.

## Geschichte
Nach dem Ersten Weltkrieg standen Künstlern in Rostock wenige Ausstellungs- und Verkaufsräume zur Verfügung. Daher entwickelten der Architekt Walter Butzek und der Maler Egon Tschirch die Idee, einen Zusammenschluss von Künstlern als „Secession im kleinen Rahmen“ zu schaffen. Zu den Gründern der Vereinigung Rostocker Künstler gehörten außerdem die Maler Rudolf Bartels, Bruno Gimpel, Hans Emil Oberländer und deren erster Vorsitzender Thuro Balzer.
Gefördert vom Verleger Peter E. Erichson fanden 1919 erste Expositionen in dessen Rostocker Villa, Moltkestraße 19, statt. Ab 1920 wurden – jetzt vom »Kunstverein zu Rostock« unterstützt – jährliche Ausstellungen im Kunst- und Altertumsmuseum veranstaltet.
Binnen kurzem entwickelte sich die Vereinigung Rostocker Künstler zu einem Anziehungspunkt für Vertreter moderner Kunst. In der Künstlergruppe sammelten sich Anhänger verschiedener Kunstrichtungen, u. a. Impressionisten, Expressionisten und Verfechter der Neuen Sachlichkeit. Insbesondere von den jüngeren Künstlern wurde die V.R.K. als moderner Kontrapunkt zum etablierten Kunstbetrieb der Museen verstanden. Neben der Bauhaus-Schülerin Dörte Helm erweiterten auch progressive Architekten des Neuen Bauens und der Reformarchitektur das kreative Spektrum. Bis in die 1930er Jahre hinein gaben die Mitglieder der V.R.K. über Rostock hinausgehend auch in Mecklenburg den künstlerischen Ton an.

„…die Künstler, die ihr angehören, schließen sich gegen gar nichts ab, sondern stellen sich mitten hinein in das ungestüme Wehen des vordersten Zeitgeistes. Nur der eine Pol ihres Wesens ruht in der Heimat, der andere liegt in der „großen Welt“, und in Spannungen zwischen beiden bewegt sich ihr Leben.“

Mit der Machtergreifung der Nationalsozialisten 1933 wurden die Künstlervereine in Deutschland gleichgeschaltet. Das Hauptziel des Reichskulturkammergesetzes war die staatliche Organisation und Überwachung der Kultur. Alle Ausstellungsvorhaben mussten fortan genehmigt werden.
Das Gründungsmitglied Bruno Gimpel wurde im Juli 1933 zum Austritt gedrängt, weil er Jude war.
Die V.R.K. trat schließlich unter ihrem letzten Vorsitzenden Rudolf Schmidt-Dethloff dem Kampfbund für deutsche Kultur bei. Damit war die Existenz der Vereinigung Rostocker Künstler als eigenständige Künstlergruppe Mitte der 1930er Jahre praktisch beendet.

## Mitglieder und Ausstellungen

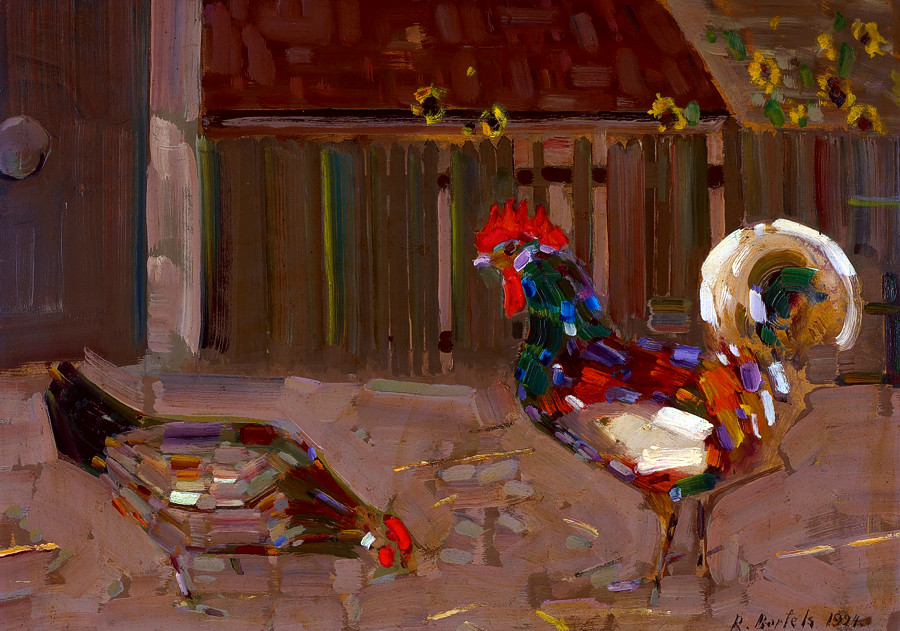
Rudolf Bartels (1923) Huhn und Hahn
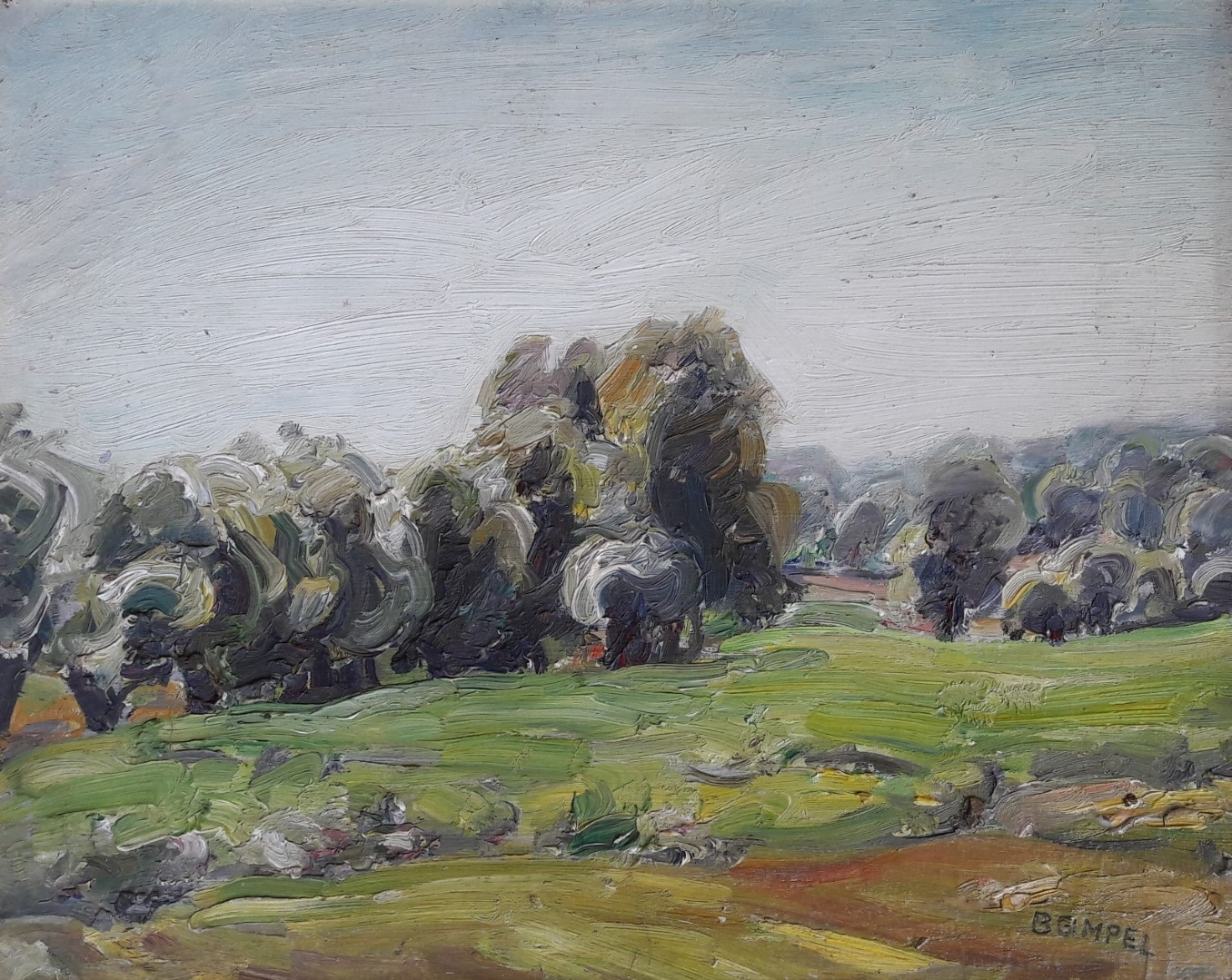
Bruno Gimpel Landschaft
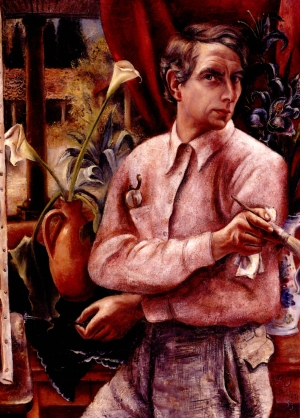
Hans Emil Oberländer (1933) Selbstporträt
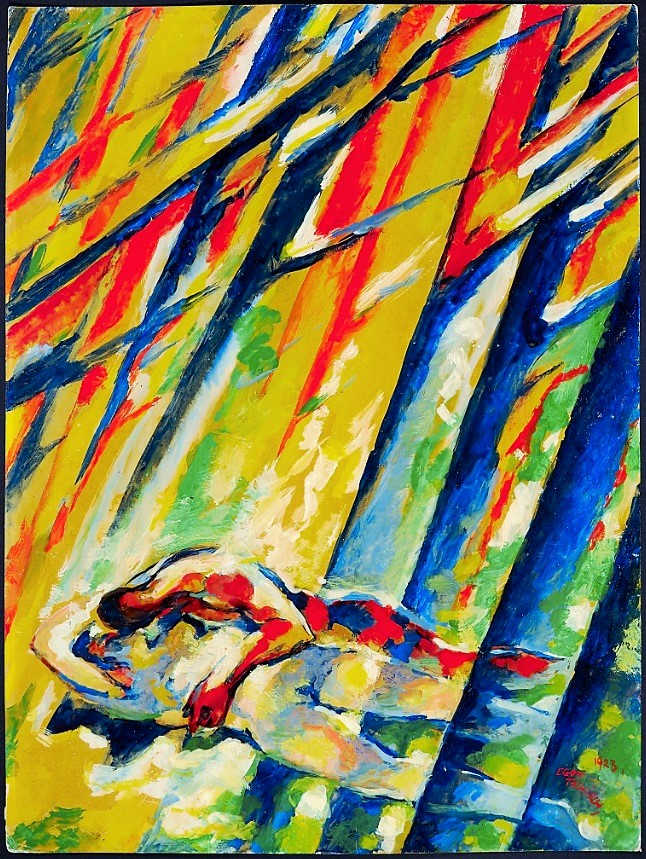
Egon Tschirch (1923) Das Hohelied Salomos

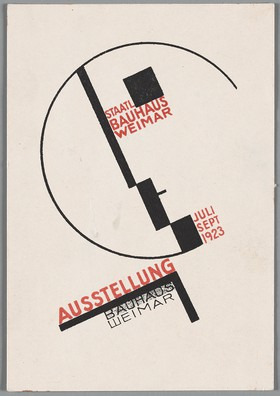
Dörte Helm (1923) Postkarte 14 zur Bauhaus Ausstellung
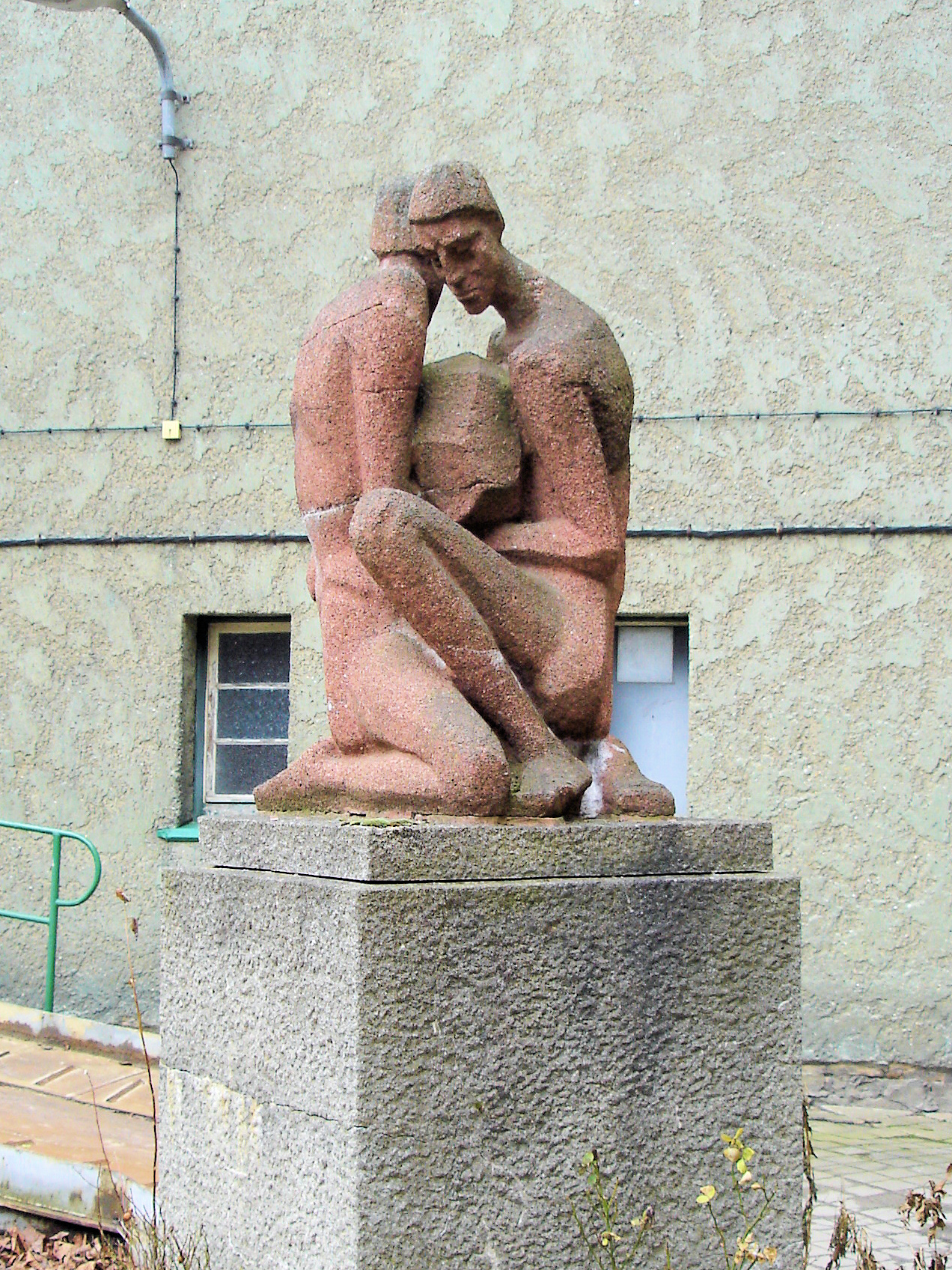
Margarete Scheel (1926) Arbeit
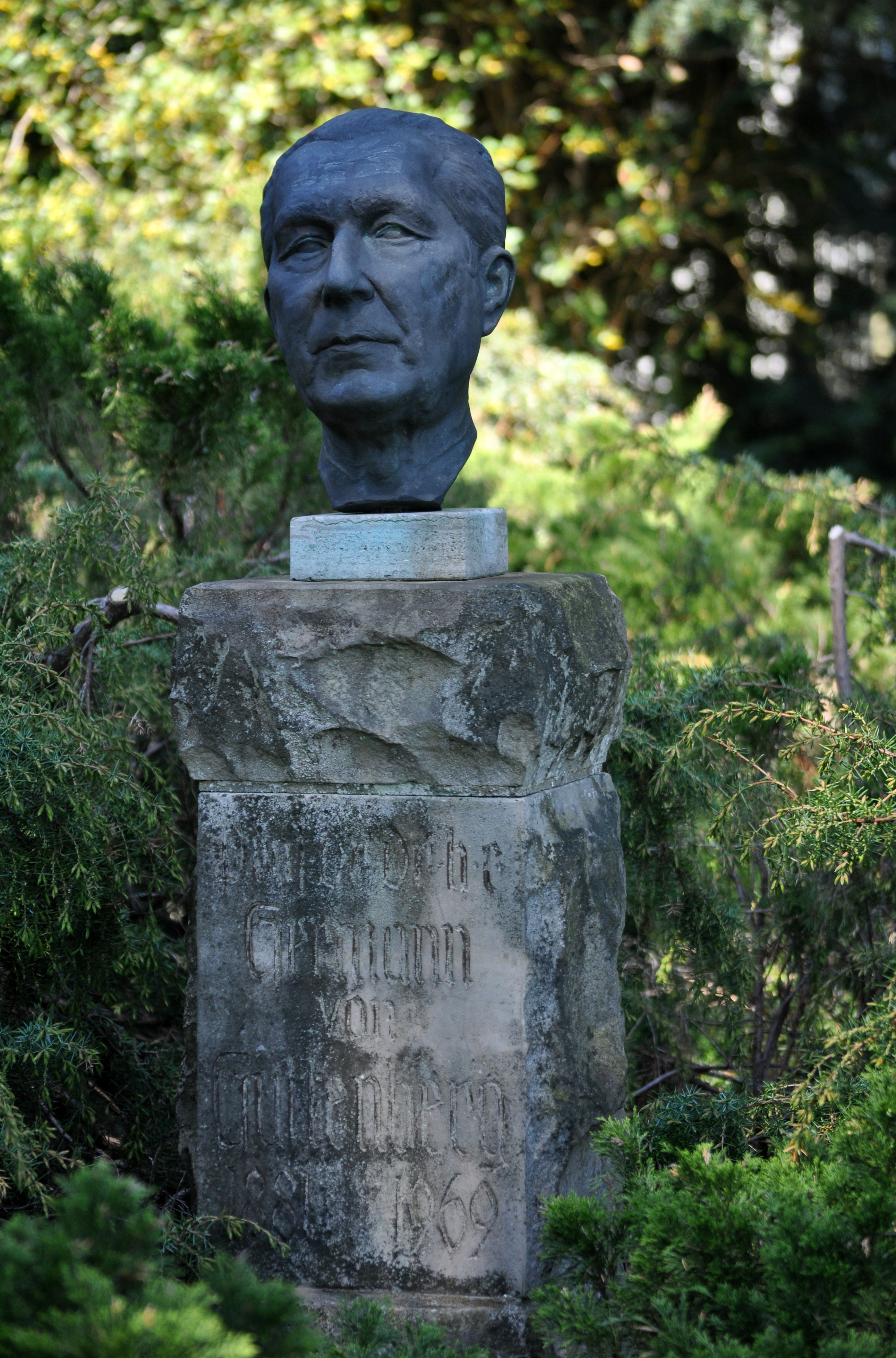
Hertha von Guttenberg Hermann v. Guttenberg
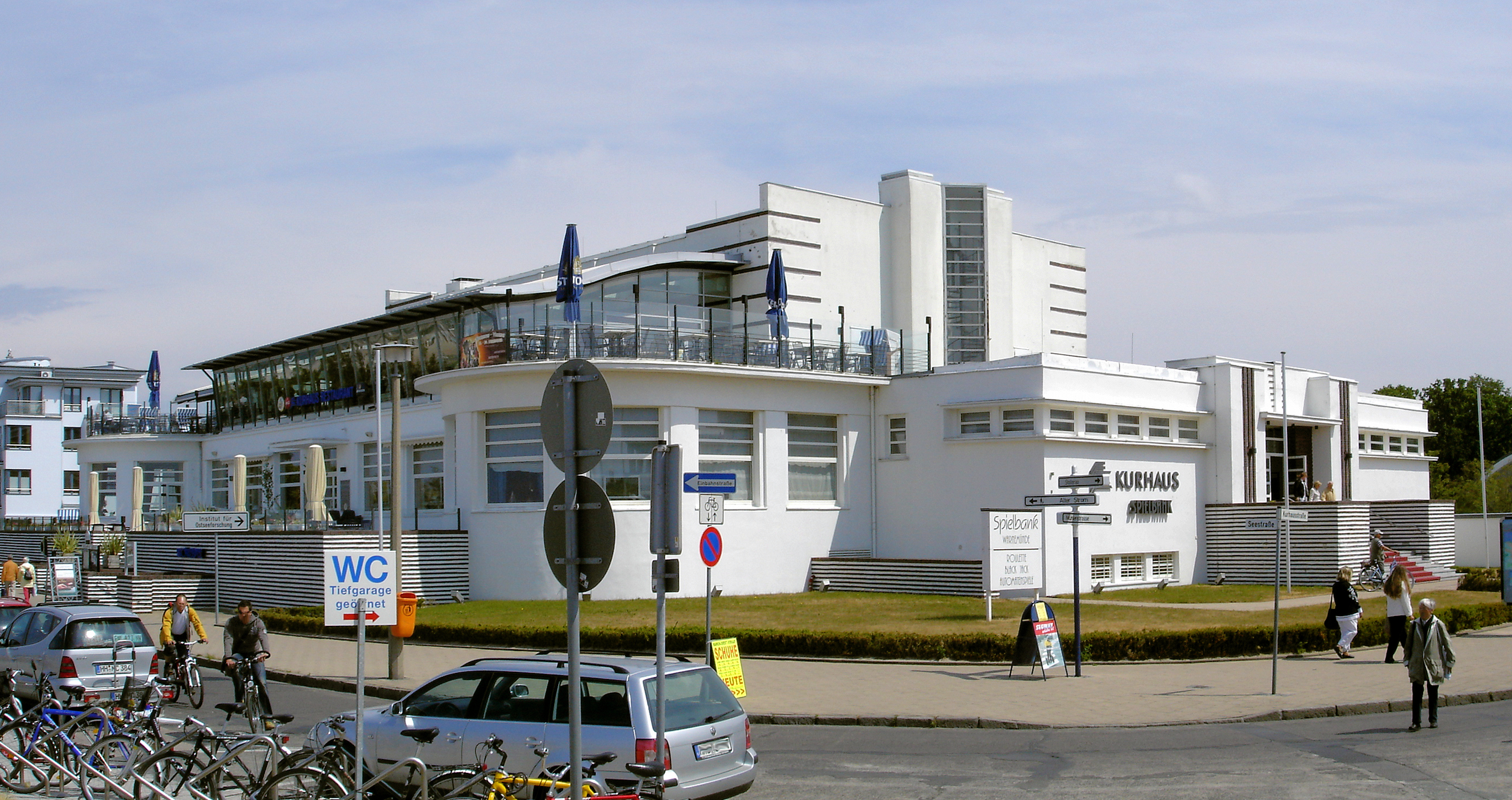
Hochbauamt Rostock (1928) Kurhausneubau Warnemünde
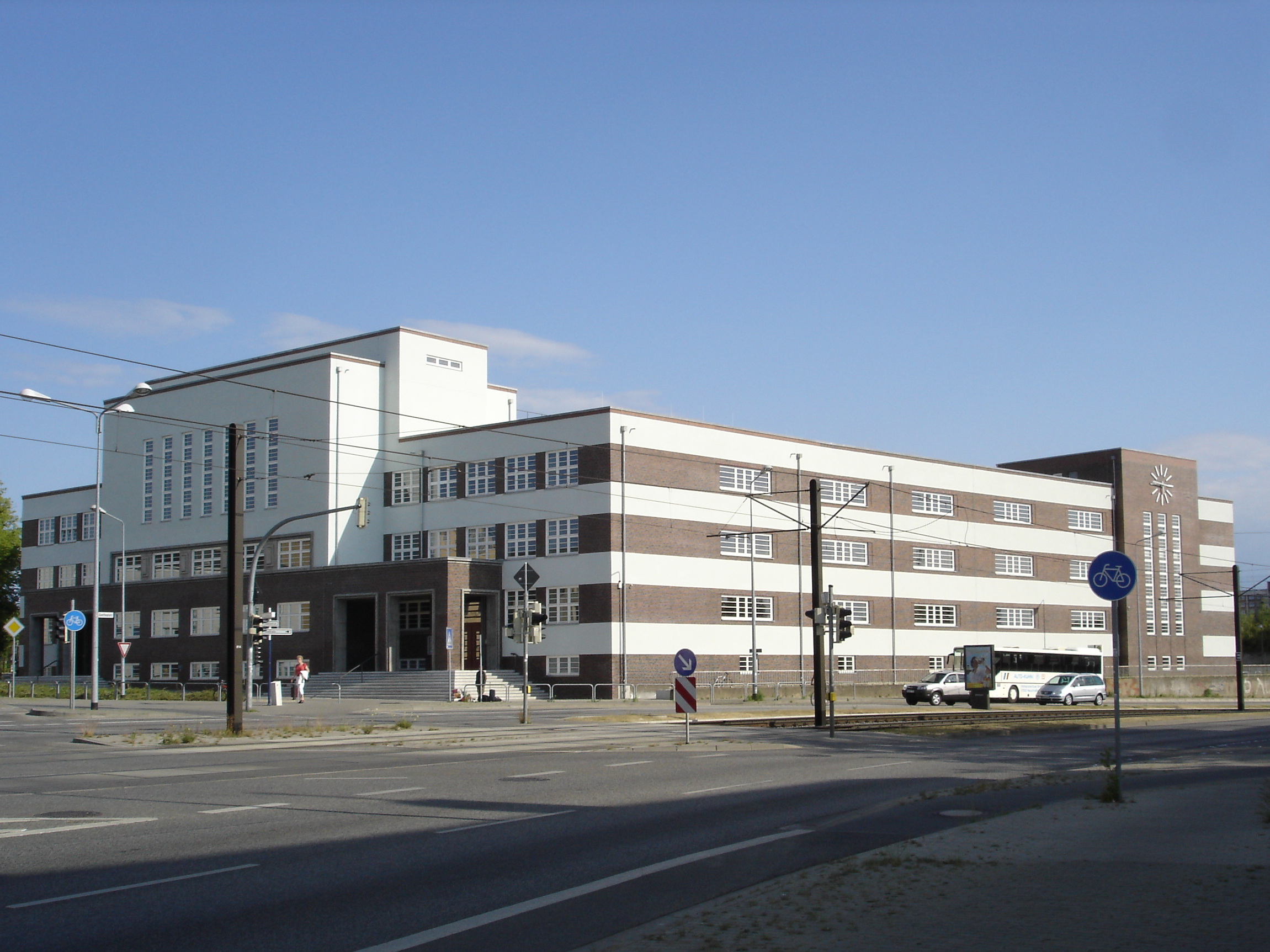
Hochbauamt Rostock (1928) Lyzeumsneubau Lloydstraße

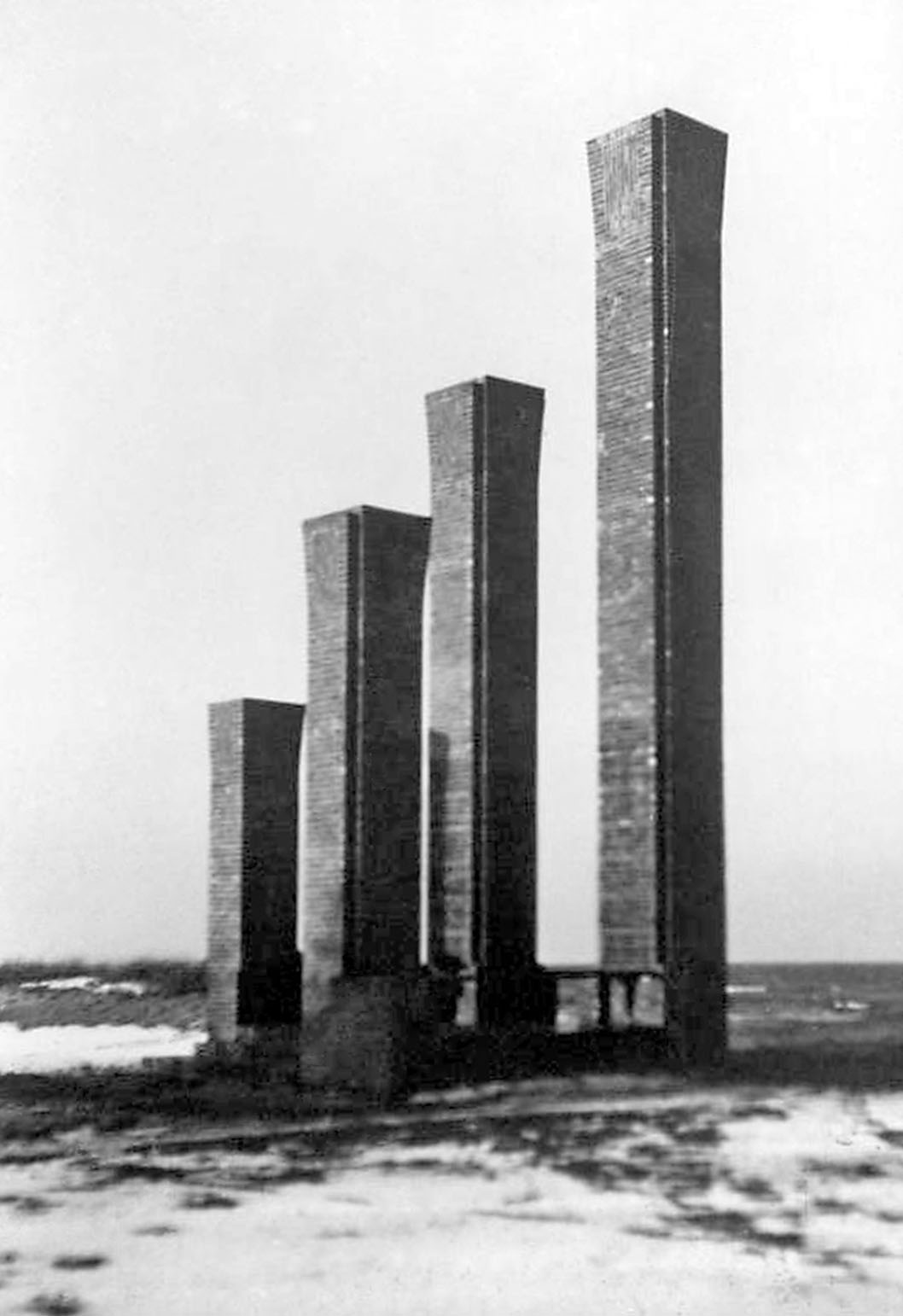
Walter Butzek (1927)  Warnemünde Gefallenendenkmal
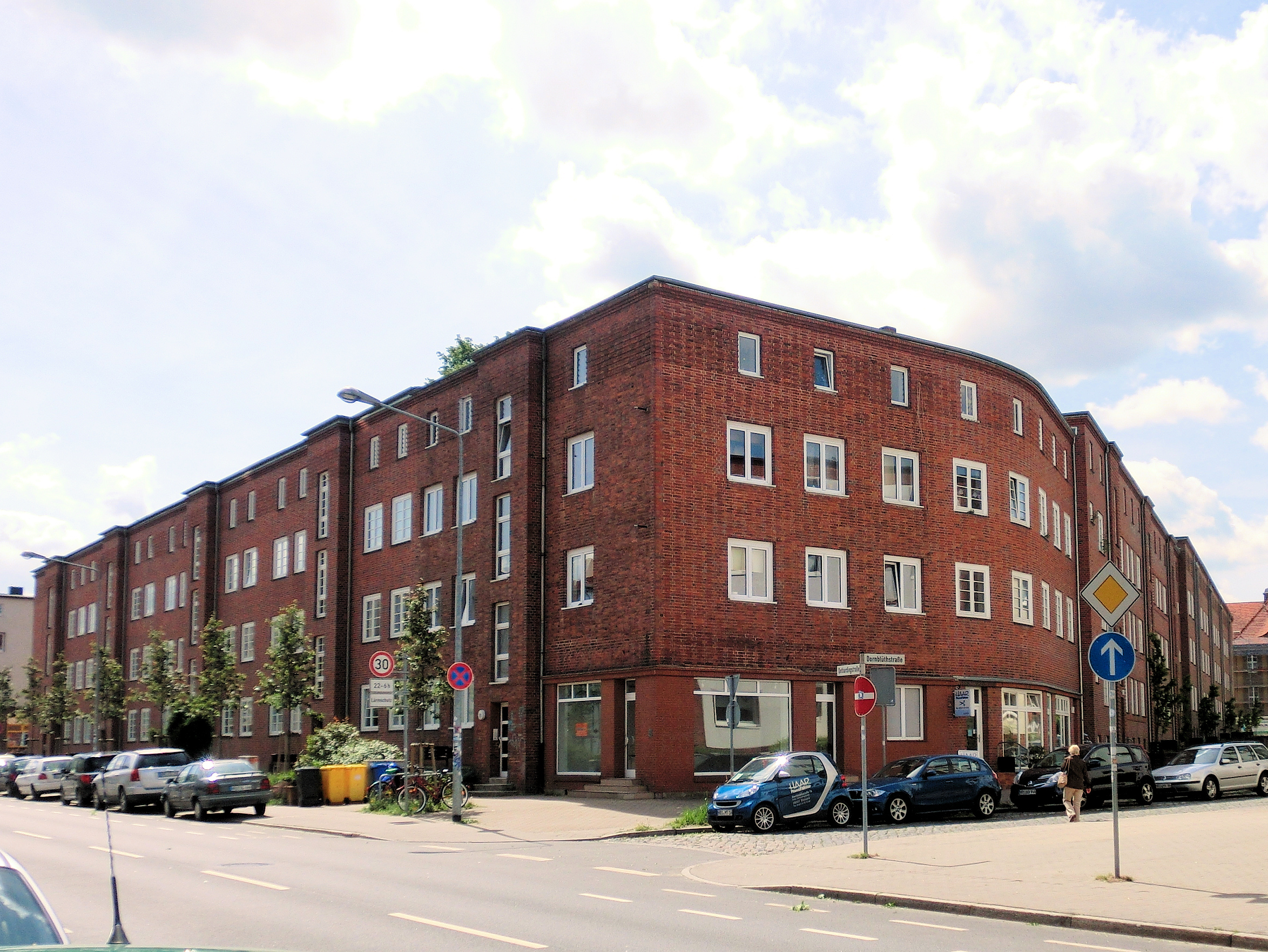
Franz Nicolai (1927) Wohnquartier Dethardingstraße
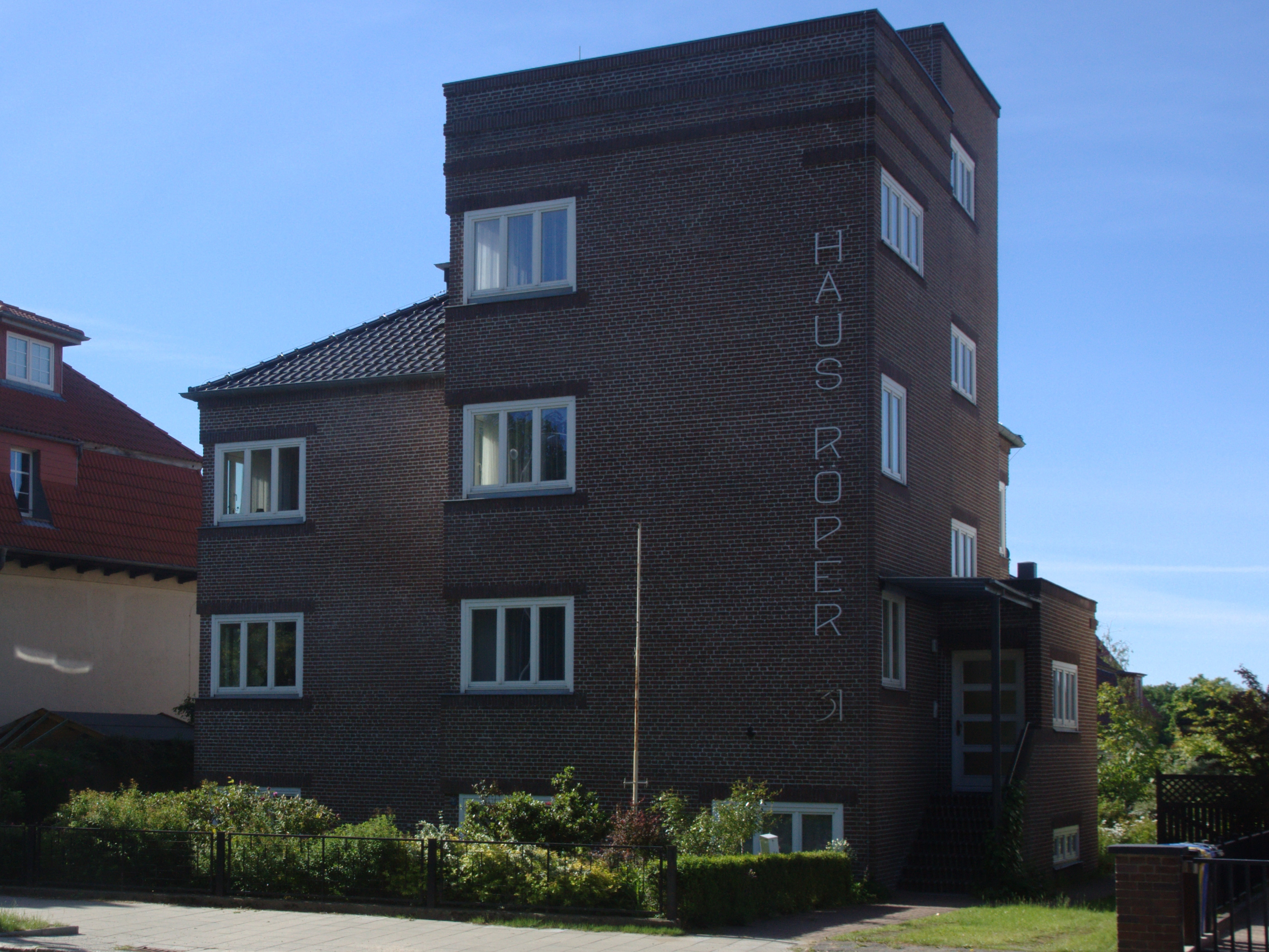
Bruno Wagner (1928) Haus Röper Warnemünde
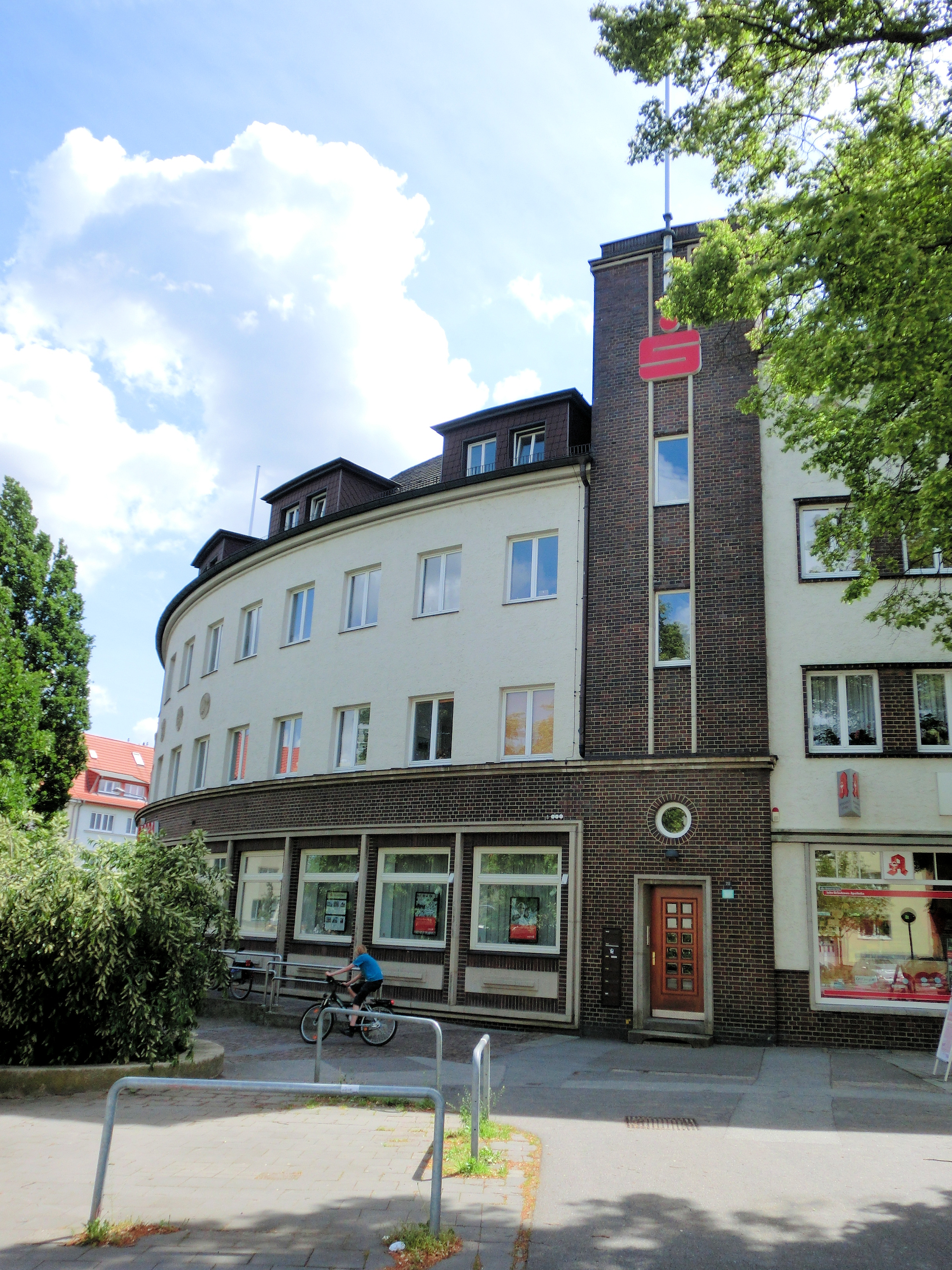
Nicolai/Wagner/Scheel (1935) Sparkassengebäude

Gründungsmitglieder
- Thuro Balzer, Maler und Grafiker[2]
- Rudolf Bartels, Maler[2]
- Walter Butzek, Architekt[1]
- Bruno Gimpel, Maler und Grafiker[2]
- Hans Emil Oberländer, Maler[2]
- Egon Tschirch, Maler und Grafiker (Austritt 1925)[1][7]

weitere Mitglieder (Auswahl)
- Wolf Bergenroth, Maler[8]
- Ernst Karl Boy, Architekt[9]
- Arthur Eulert, Architekt und Radierer[10]
- Hertha von Guttenberg, Bildhauerin[11]
- Dörte Helm, Malerin und Grafikerin[8]
- Erich F. Hübner, Maler und Radierer[10]
- Gustav Kühn, Maler[10]
- Paul Martin Leonhardt, Maler und Grafiker[8]
- Robert (von) Neumann, Maler[12]
- Franz Nicolai, Architekt[13]
- Walter Rammelt, Bildhauer und Bühnenbildner[12]
- Josef Ruff, Architekt[12]
- Margarete Scheel, Bildhauerin und Keramikerin[13]
- Max Schenk, Maler[9]
- Rudolf Schmidt-Dethloff, Maler[14]
- Rudolf Sieger, Maler[10]
- Erich Venzmer, Maler[9]
- Bruno Wagner, Architekt[13]
- Hedwig Woermann, Malerin[11]

Ehrenmitglieder
- Peter E. Erichson, Verleger[15]
- Bruno Taut, Architekt[16]
- Heinrich Tessenow, Architekt[9]

Vorsitzende – zeitlich aufeinanderfolgend
- 1919–1922 Thuro Balzer, Maler[2][17]
- 1922–1929 Bruno Wagner, Architekt[8]
- 1929–Mitte 1930er Jahre Rudolf Schmidt-Dethloff, Maler[6][18]

Gäste in V.R.K.-Ausstellungen
- Kate Diehn-Bitt, Malerin, 1933[19]
- Friedrich Einhoff, Maler, 1929 & 1930[14]
- Erich Mendelsohn, Architekt, 1928[20] (Kaufhaus Rudolf Petersdorff, Breslau (1928))
- Alfred Partikel, Maler, 1930[14]
- Bruno Taut, Architekt, 1926[16]
- Heinrich Tessenow, Architekt, 1927 & 1929[9][21]
- Hochbauamt der Stadt Rostock, Architektur, 1928[20]

Ausstellungen
- 1919 Güstrow; Wismar; Parchim[22]
- 1919 Villa Peter E. Erichson Rostock, Moltkestr. 19[22]
- ab 1920 jährliche Ausstellungen im Städtischen Museum Rostock
- 1922 Kollektivausstellung mit Rostocker Kunstverein[13]
- 1923 Egon Tschirch. Das Hohelied[23]
- 1927 Ausstellung der V.R.K. in Hannover sowie im Berliner Schloss[9][24]
- 1928 Architekturausstellung „Neuzeitliche Baukunst“[20]
- 1929 Jubiläumsausstellung „10 Jahre V.R.K.“ mit Sonderausstellung Heinrich Tessenow[21]